# Xã Waco, Quận Sedgwick, Kansas
Xã Waco (tiếng Anh: Waco Township) là một xã thuộc quận Sedgwick, tiểu bang Kansas, Hoa Kỳ. Năm 2010, dân số của xã này là 725 người.